# Bärfendals socken
Bärfendals socken i Bohuslän ingick i Sotenäs härad, ingår sedan 1974 i Munkedals kommun och motsvarar från 2016 Bärfendals distrikt.
Socknens areal är 22,52 kvadratkilometer, varav land 22,03. År 2000 fanns här 243 invånare. Kyrkbyn Bärfendal med sockenkyrkan Bärfendals kyrka ligger i socknen. 

## Administrativ historik
Bärfendals socken har medeltida ursprung. 
Vid kommunreformen 1862 övergick socknens ansvar för de kyrkliga frågorna till Bärfendals församling och för de borgerliga frågorna bildades Bärfendals landskommun. Landskommunen inkorporerades 1952 i Svarteborgs landskommun som 1974 uppgick i Munkedals kommun. Församlingen uppgick 2010 i Svarteborg-Bärfendals församling.
1 januari 2016 inrättades distriktet Bärfendal, med samma omfattning som församlingen hade 1999/2000. 
Socknen har tillhört län, fögderier, tingslag och domsagor enligt vad som beskrivs i artikeln Sotenäs härad. De indelta soldaterna tillhörde Bohusläns regemente, Sotenäs kompani och de indelta båtsmännen tillhörde 1:a Bohusläns båtsmanskompani.
Vid en brand i Tossene prästgård 1898 förstördes pastoratets arkiv och därmed kyrkböcker för släktforskning.

## Geografi och natur
Bärfendals socken ligger nordväst om Uddevalla kring ån i Bärfendalen som rinner ut i Åbyfjorden. Socknen har dalgångsbygd utmed Bärfendalen och är i övrigt  bergig med viss skog.
Största insjö är Tåsteröds stora vatten som delas med Tossene socken i Sotenäs kommun och Bottna socken i Tanums kommun.

## Fornlämningar
Lösfynd och en hällmålning vid Medbo från stenåldern har påträffats. Från bronsåldern finns gravrösen och hällristningar. Från järnåldern finns 15 spridda gravar och ett litet gravfält.

## Befolkningsutveckling
Befolkningen ökade från 343 1810 till 748 1890 varefter den minskade till 251 1970 då den var som minst under 1900-talet.

## Namnet
Namnet skrevs 1391 Berofiärdar dal. Efterleden är dal. Förleden innehåller ett äldre namn på Åbyfjorden, Berufjordr som innehåller ånamnet Bera (nuvarande Daleån) som i sin tur innehåller bera, 'björnhona'.
Förr även Berfendal